# Happy Maze
Happy Maze (Chinees: 快樂迷宮; 鄭秀文的快樂迷宮) is een album van de Cantopopzangeres Sammi Cheng. Het is opgenomen in 1993 en uitgegeven in maart van datzelfde jaar.

## Tracklist
1. CHOTTO等等
2. 怎麼愛得這樣傻
3. 癡心等待
4. 天生妒忌
5. 每一個明天
6. 一水隔天涯
7. 總算為情認真過
8. 衝動點唱
9. 親我等於愛我嗎
10. 依依不捨